# Three Sisters (Australië)

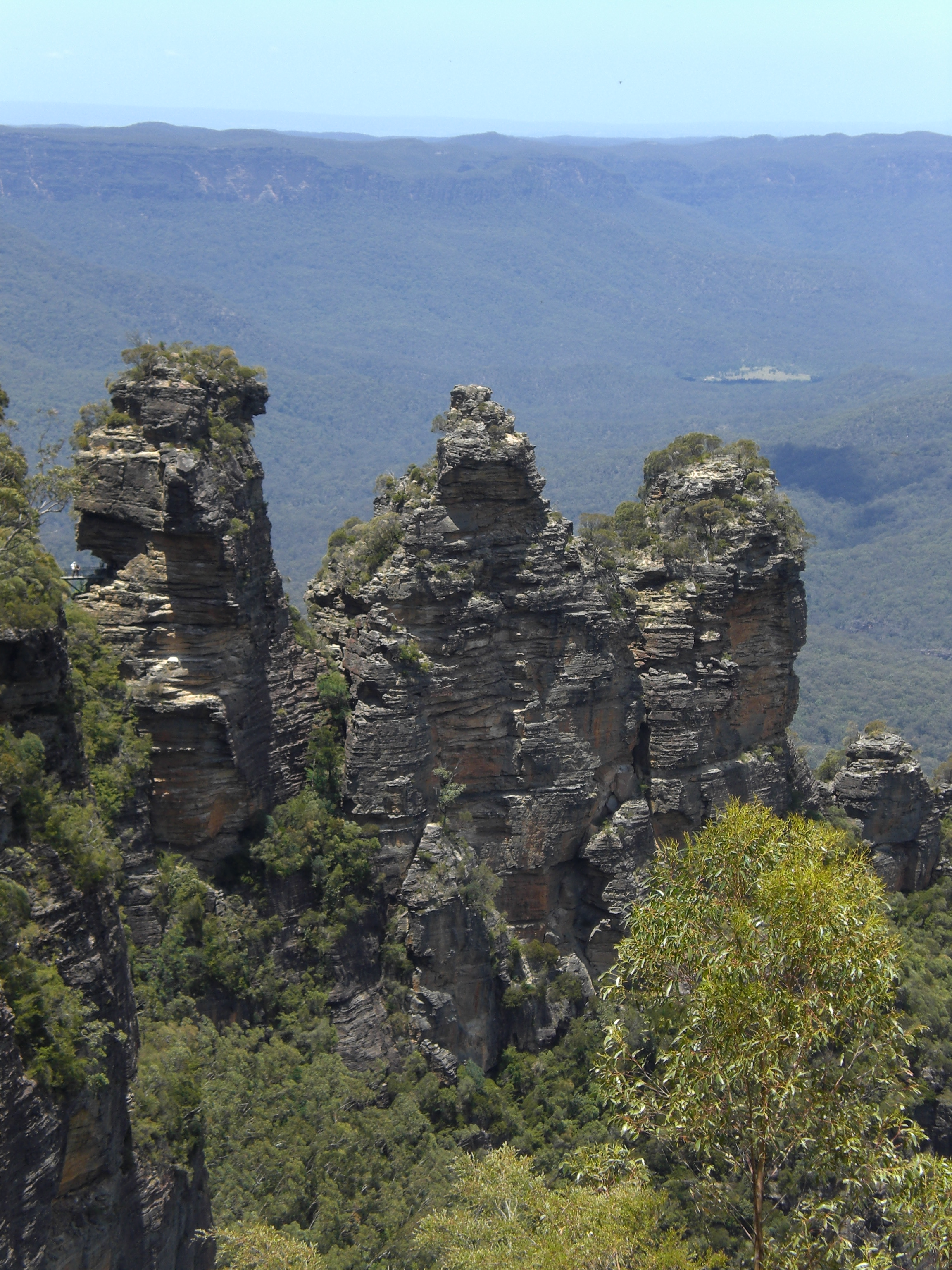
Three sisters

De Three Sisters is een bekende rotsformatie in de Blue Mountains in New South Wales (Australië). Ze staan dicht bij het plaatsje Katoomba, waar ze boven de Jamison-vallei uittorenen. Het is een van de bekendste attracties van de Blue Mountains. De namen van de zusters zijn Meehni (922 m), Wimlah (918 m) en Gunnedoo (906 m).
De rotsformatie is gevormd door erosie. Het zachte zandsteen in de Blue Mountains is makkelijk te vervormen door de wind, regen en rivieren. Zodoende zijn de toppen rond de Jamison-vallei langzaam afgesleten. Formaties zoals de Three Sisters ontstaan als water in kleine spleten in de rotsen sijpelt, waardoor de spleten langzaam groter worden. Uiteindelijk zal de rotsformatie helemaal eroderen en er van de vormen niets meer overblijven.
Om het toerisme te stimuleren is een volksverhaal rond de rotsformatie gecreëerd. Deze wordt onterecht verteld als een eeuwenoude Aboriginal-legende die vertelt dat drie zussen verliefd werden op drie mannen van een andere stam. Het was echter volgens hun wetten verboden met ze te trouwen. Er ontstond een gevecht. Om de zussen te beschermen veranderde een wijze ze in steen. Jammer genoeg overleed de wijze tijdens het gevecht en kon niemand ze weer terug veranderen.
Vanaf Echo Point loopt een bospad dat via een goed onderhouden stalen trap naar de Three sisters en verder naar de bodem van de vallei leidt. Zo kan ook naar Katoomba Falls en de Katoomba Scenic Railway gelopen worden.